# Хесус Хіменес (футболіст)
Хесус Хіменес (ісп. Jesús Jiménez Núñez; нар. 5 листопада 1993, Леганес) — іспанський футболіст, півзахисник клубу «Керала Бластерс».
Виступав, зокрема, за клуби «Леганес Б» та «Талавера».

## Ігрова кар'єра
Народився 5 листопада 1993 року в місті Леганес. Вихованець футбольної школи клубу «Леганес».
У дорослому футболі дебютував 2012 року виступами за команду «Леганес Б». Провівши два сезони в запасі, він продовжив ігрову кар'єру в клубах «Уньйон Адарве», «Алькоркон Б» та «Атлетіко Пінто», які виступали у Терсера Дивізіон.
18 липня 2015 Хіменес приєднався до клубу «Іллескас».
30 червня 2016 року Хесус перейшов до клубу «Талавера». 27 листопада він відзначився покером у переможному матчі 5–0 проти своєї колишньої команди «Іллескас». Свій перший сезон він завершив з 26-ма забитими голами, а клуб підвищився до Сегунди Дивізіон Б.
До складу клубу «Гурник» (Забже) приєднався 2018 року підписавши трирічний контракт. 12 липня 2018 він дебютував у матчі Ліги Європи проти молдавського клубу «Заря» (Бєльці).
23 серпня 2020 Хесус відзначився хет-триком у переможній грі 4–2 проти «Подбескідзе».
7 лютого 2022 року перейшов до канадського клубу «Торонто».
У лютому 2023 року перейшов до клубу «Даллас».
У лютому 2024 повернувя в Європу, де виступав за грецький ОФІ до серпня місяця.
30 серпня 2024 року Хесус уклав дворічну угоду з індійським клубом «Керала Бластерс».

## Статистика виступів

### Статистика клубних виступів
| Сезон                      | Команда                    | Чемпіонат                  | Чемпіонат | Чемпіонат | Національний кубок | Національний кубок | Національний кубок | Континентальні кубки | Континентальні кубки | Континентальні кубки | Інші змагання | Інші змагання | Інші змагання | Усього | Усього |
| Сезон                      | Команда                    | Ліга                       | Ігор      | Голів     | Ліга               | Ігор               | Голів              | Ліга                 | Ігор                 | Голів                | Ліга          | Ігор          | Голів         | Ігор   | Голів  |
| -------------------------- | -------------------------- | -------------------------- | --------- | --------- | ------------------ | ------------------ | ------------------ | -------------------- | -------------------- | -------------------- | ------------- | ------------- | ------------- | ------ | ------ |
| 2017–18                    | «Талавера»                 | СДБ                        | 35        | 10        | КІ                 | 2                  | 2                  | -                    | -                    | -                    | -             | -             | -             | 37     | 12     |
| 2018–19                    | «Гурник» (Забже)           | ЕК                         | 36        | 5         | КП                 | 4                  | 2                  | ЛЄ                   | 4                    | 0                    | -             | -             | -             | 44     | 7      |
| 2019–20                    | «Гурник» (Забже)           | ЕК                         | 37        | 12        | КП                 | 1                  | 0                  | -                    | -                    | -                    | -             | -             | -             | 23     | 8      |
| 2020–21                    | «Гурник» (Забже)           | ЕК                         | 2         | 3         | КП                 | 1                  | 1                  | -                    | -                    | -                    | -             | -             | -             | 3      | 4      |
| 2021–22                    | «Гурник» (Забже)           | EK                         | 19        | 8         | КП                 | 2                  | 1                  | -                    | -                    | -                    | -             | -             | -             | 21     | 9      |
| Усього за «Гурник» (Забже) | Усього за «Гурник» (Забже) | Усього за «Гурник» (Забже) | 121       | 37        |                    | 9                  | 6                  |                      | 4                    | 0                    |               | -             | -             | 134    | 43     |
| 2022                       | Торонто                    | MLS                        | -         | -         | КЧ                 | -                  | -                  | -                    | -                    | -                    | -             | -             | -             | -      | -      |
| Усього за кар'єру          | Усього за кар'єру          | Усього за кар'єру          | 156       | 47        |                    | 11                 | 8                  |                      | 4                    | 0                    |               | -             | -             | 171    | 55     |